# Puente de Génave
Puente de Génave település Spanyolországban, Jaén tartományban. Puente de Génave Arroyo del Ojanco, Segura de la Sierra, La Puerta de Segura és Beas de Segura községekkel határos. Lakosainak száma 2188 fő (2024).

## Népesség
A település népessége az elmúlt években az alábbi módon változott:
| Lakosok száma | 1979 | 2072 | 2132 | 2222 | 2305 | 2247 | 2218 | 2159 | 2175 | 2188 |
|               | 2001 | 2004 | 2007 | 2009 | 2012 | 2014 | 2017 | 2019 | 2022 | 2024 |